# Hylemera altitudina
Hylemera altitudina là một loài bướm đêm trong họ Geometridae.